# Kocsér
Kocsér é um município da Hungria, situado no condado de Peste. Tem 67,28 km² de área e sua população em 2015 foi estimada em 1.842 habitantes.